# Шароми (аеродром)
Шароми (рос. Шаромы) — військовий аеродром в Камчатському краї, Росія, розташований близько 143 км на північ від Петропавловська-Камчатського. Аеродром Шароми має стоянки для 12 бомбардувальників і 3 винищувачів. Вважалось, що він слугував допоміжним аеродромом для радянської морської авіації, а також через велику довжину ЗПС може бути резервним аеродромом для дальньої авіації.

## Історія
Розвідка США відзначило першу появу військових літаків на аеродромі у вересні 1967 року, коли на супутникових знімках KH-4 було ідентифіковано три Ту-16. У тому ж звіті зазначено, що аеродром має розміри 3000 x 75 м з урівноваженою земляною злітно-посадковою смугою та обмеженими допоміжними засобами, однак злітно-посадкова смуга була вимощена, а аеродром розширено наприкінці 1960-х чи 1970-х років. 
У доповіді розвідки США в 1979 році на аеродромі було зазначено присутність літаків Ту-16K військово-морської авіації 
Супутникові знімки початку 2018 року показали, що злітно-посадкова смуга взимку розчищена, що вказує на те, що база доглядається і тримається як резервна[джерело?].